# Martin Monnickendam
Martin Monnickendam, né le 25 février 1874 à Amsterdam et mort le 4 janvier 1943 dans la même ville, est un peintre et dessinateur néerlandais. 

## Biographie
Martin Monnickendam naît le 25 février 1874 à Amsterdam. Il est formé dans cette ville à l'Académie royale des beaux-arts à partir de 1891. Ses premières œuvres sont principalement des dessins d'animaux réalisés à Natura Artis Magistra. Il poursuit ses études à Paris à l'École des Arts et Métiers à partir de 1895. Il  remporte plusieurs prix et effectue des voyages d'études à Londres et en Italie. Aujourd'hui, son travail est considéré comme faisant partie de l'école de George Breitner. 
Il devient membre d'Arti et Amicitiae en 1904 et membre de Vereeniging Sint Lucas en 1905. Il devient professeur à Amsterdam à l'académie internationale de peinture de cette ville. En 1924, à l'occasion de son 50e anniversaire, une exposition honorifique lui est consacrée au Stedelijk Museum et en 1934, il est nommé officier de l'Ordre d'Orange-Nassau. Il   remporte également une médaille à l'Exposition universelle de Paris en 1937. Monnickendam meurt à Amsterdam dans des circonstances difficiles après avoir été ostracisé pendant l'occupation nazie car étant juif. 
En 2009, une exposition de ses œuvres a lieu dans les archives de la ville d'Amsterdam. 

## Œuvres
Ses œuvres sont conservées par le Joods Historisch Museum, le Rijksmuseum, le Stadsarchief Amsterdam, le Gemeentemuseum Den Haag et le Musée d'Amsterdam. 

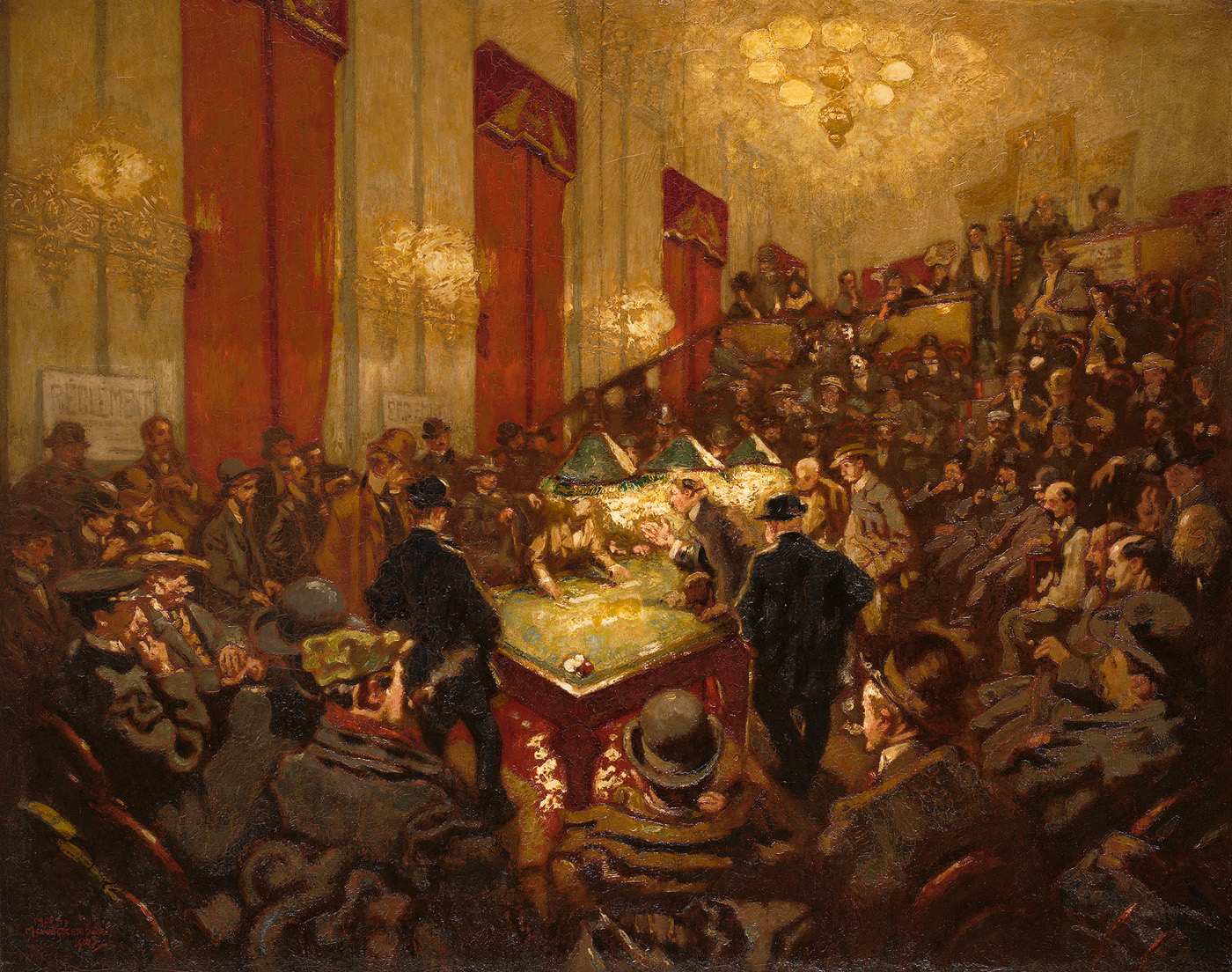
Académie de Billard, 1907
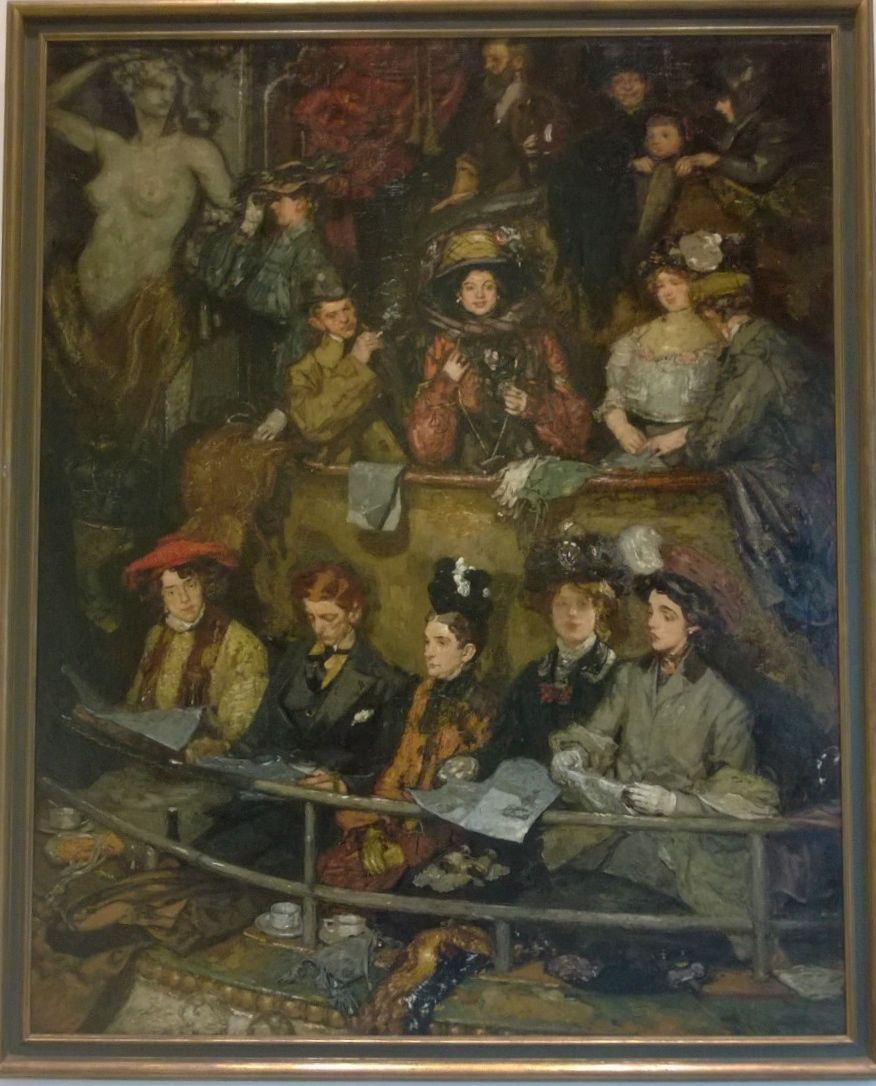
Entracte, 1912
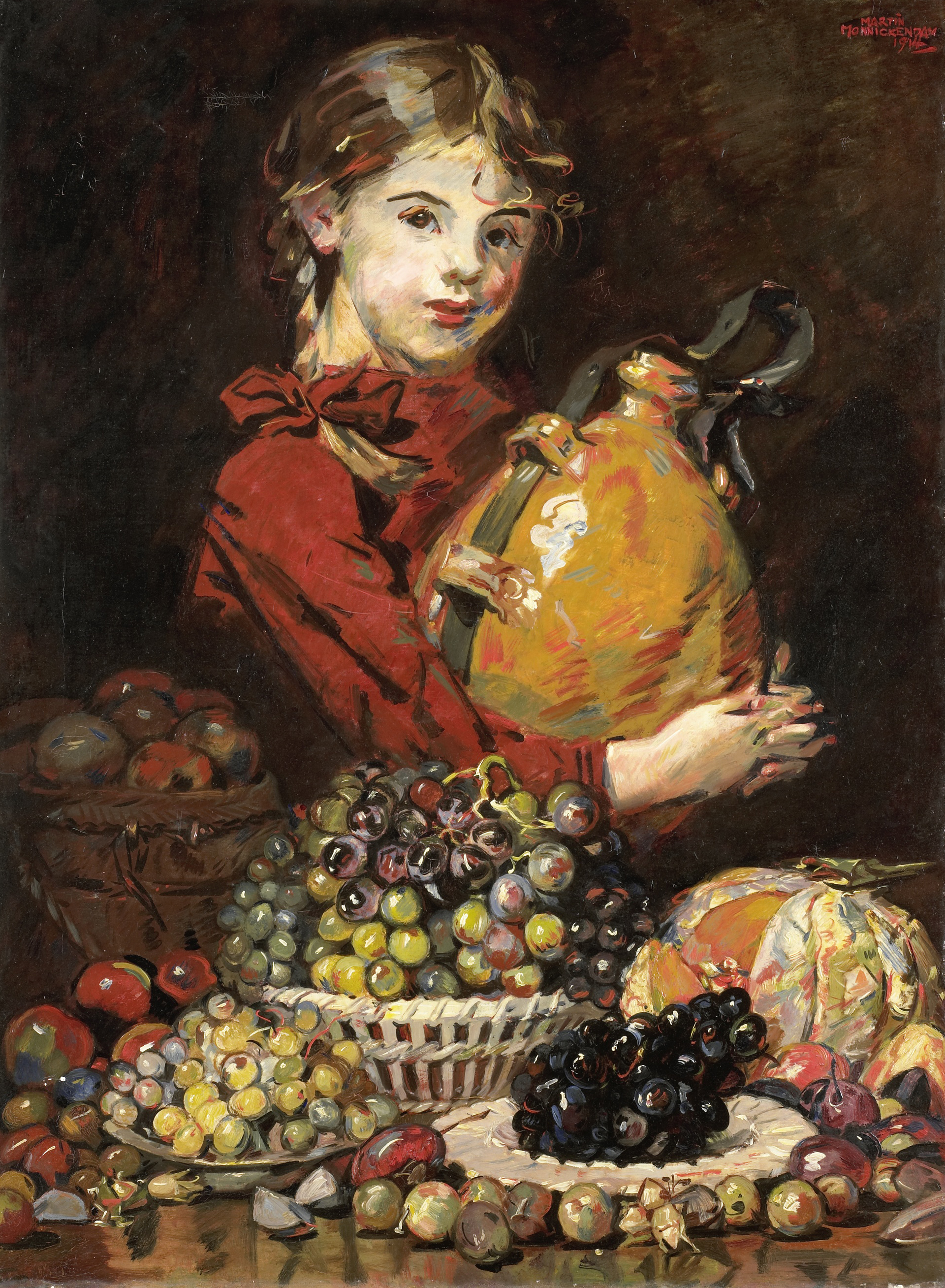
Monarosa, sa fille, 1914
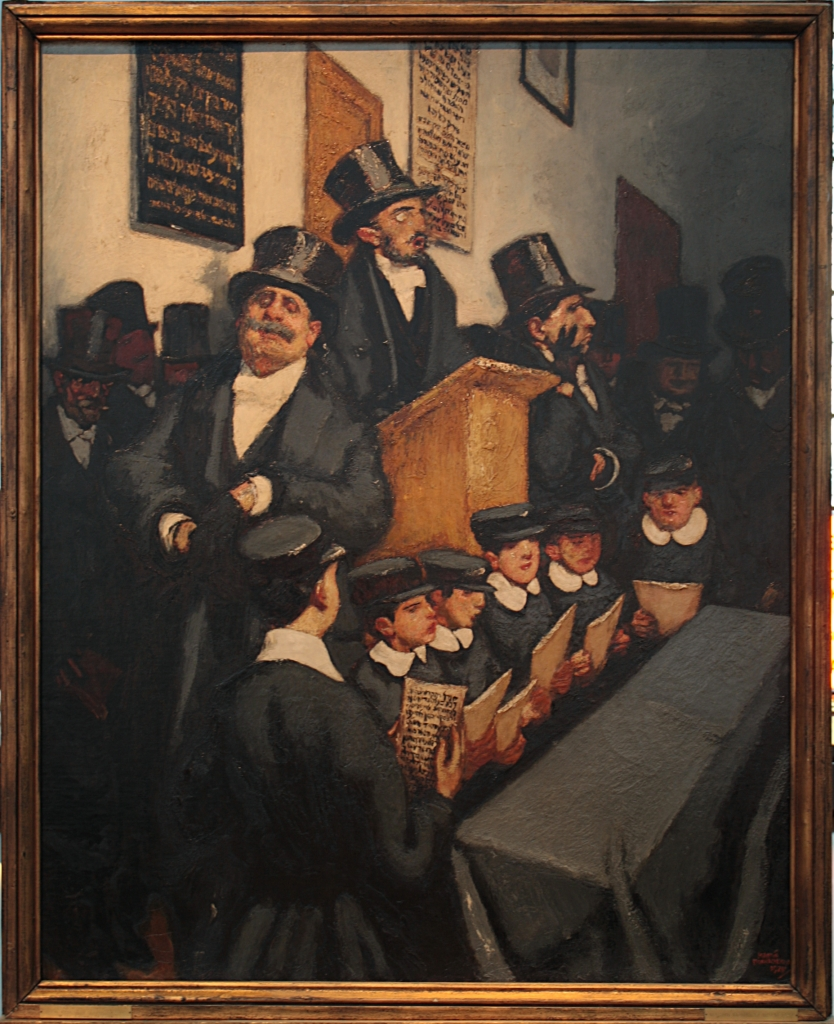
Les orphelins, 1924
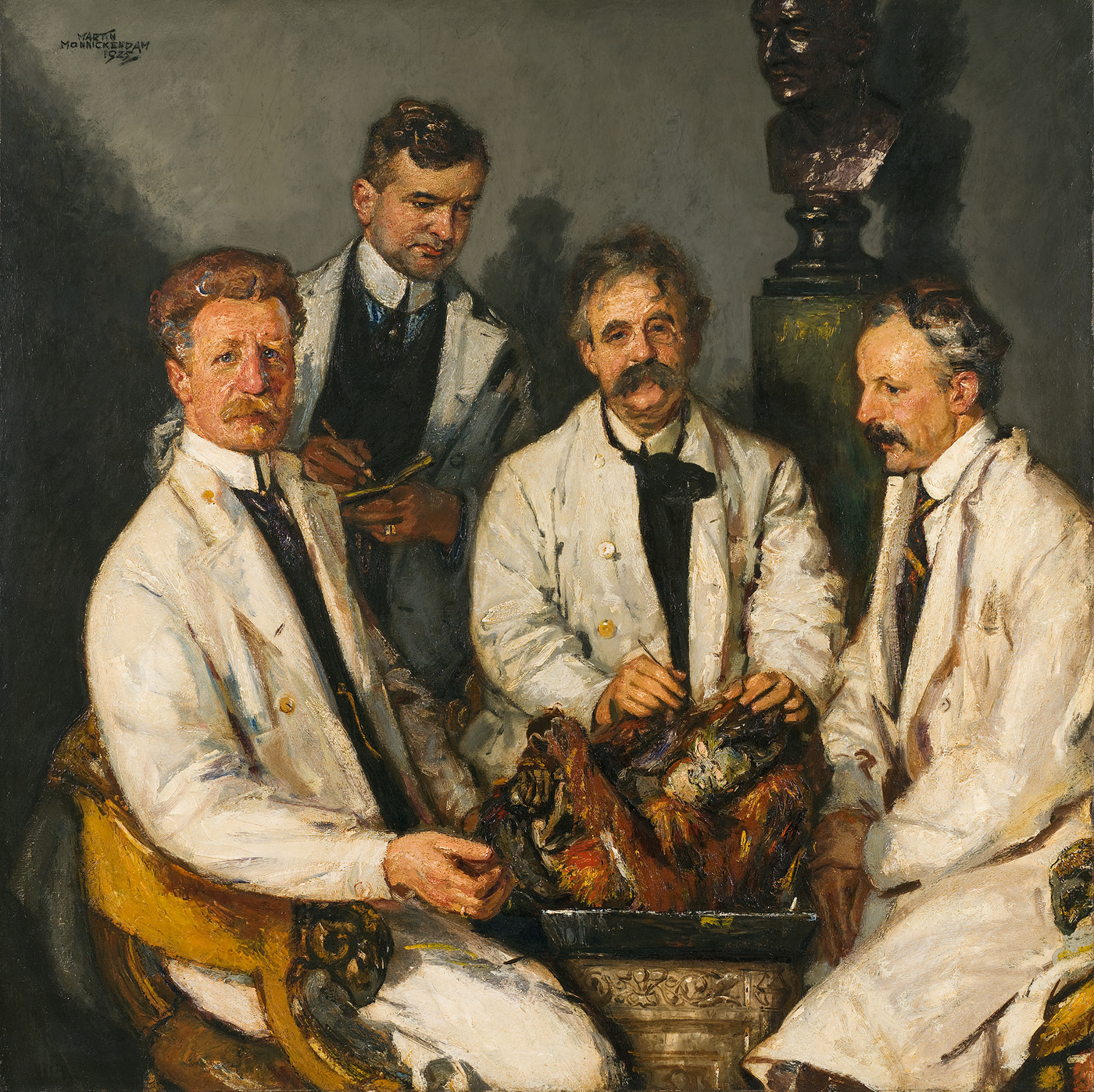
Anatomie lesso du professeur L. Bolk, 1925
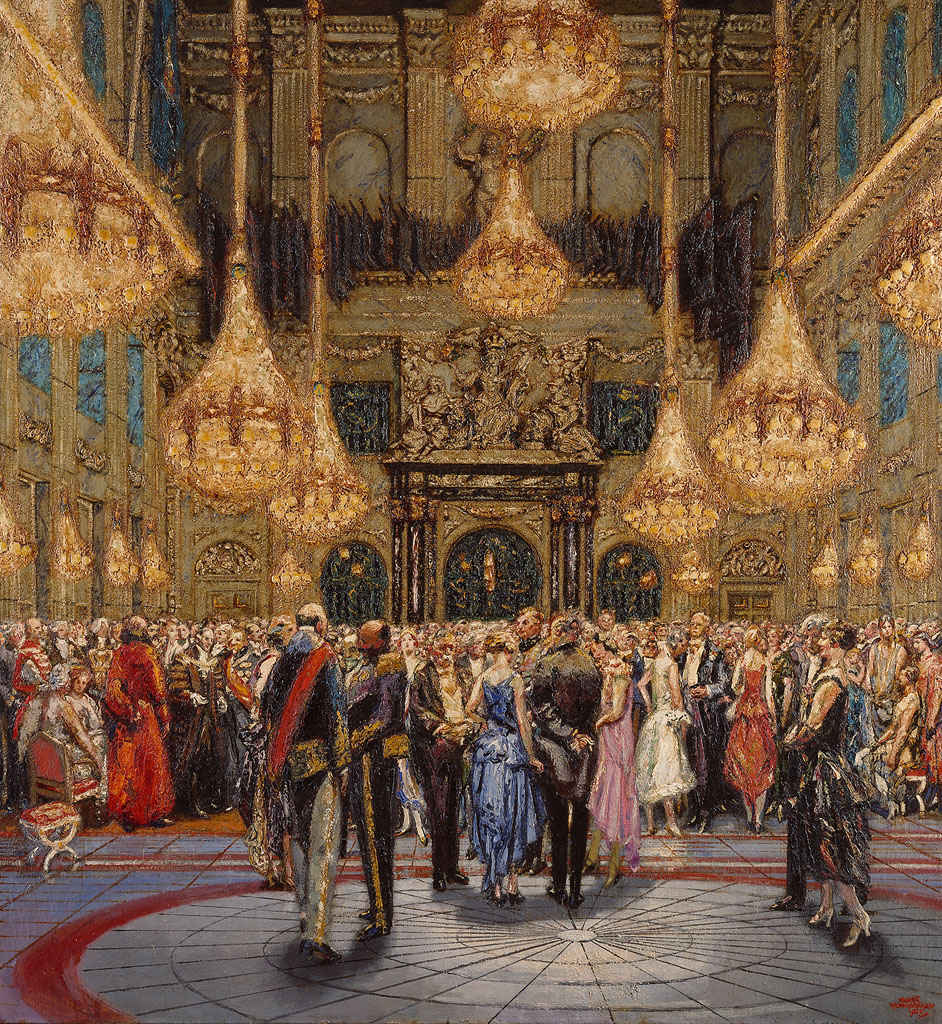
De réception du Lord Maire dans le Burgerzaal du Palais Royal sur le barrage, 1929